# 汇南乡
汇南乡，是中华人民共和国四川省达州市渠县曾经下辖的一个乡。2019年12月，撤销汇南乡，将其所属行政区域划归三汇镇管辖。

## 行政区划
汇南乡撤销前下辖以下地区：
金鱼村、干溪村、九窑村、快活村和邓家村。